# Albumy numer jeden w roku 2021 (USA)

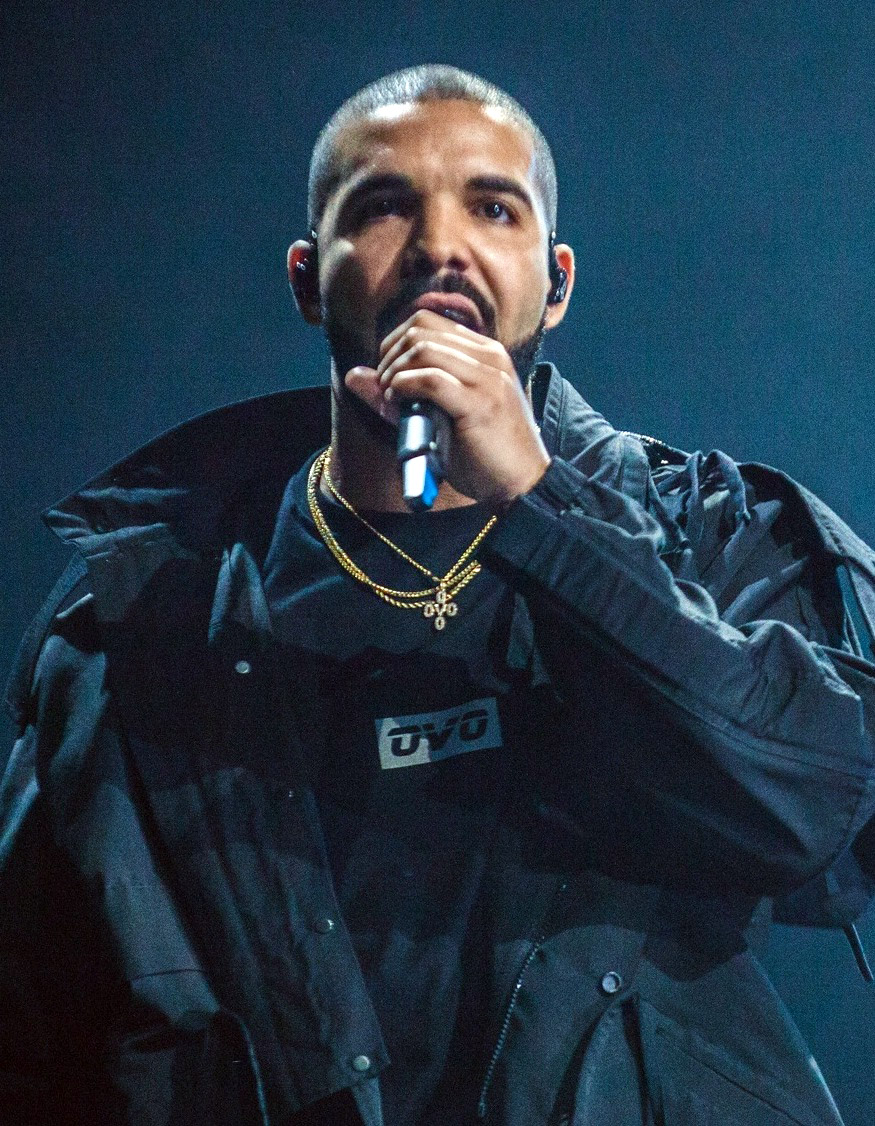
Drake z płytą Certified Lover Boy został najszybciej sprzedającym się albumem roku (613 tys. kopii w pierwszym tygodniu od wydania).

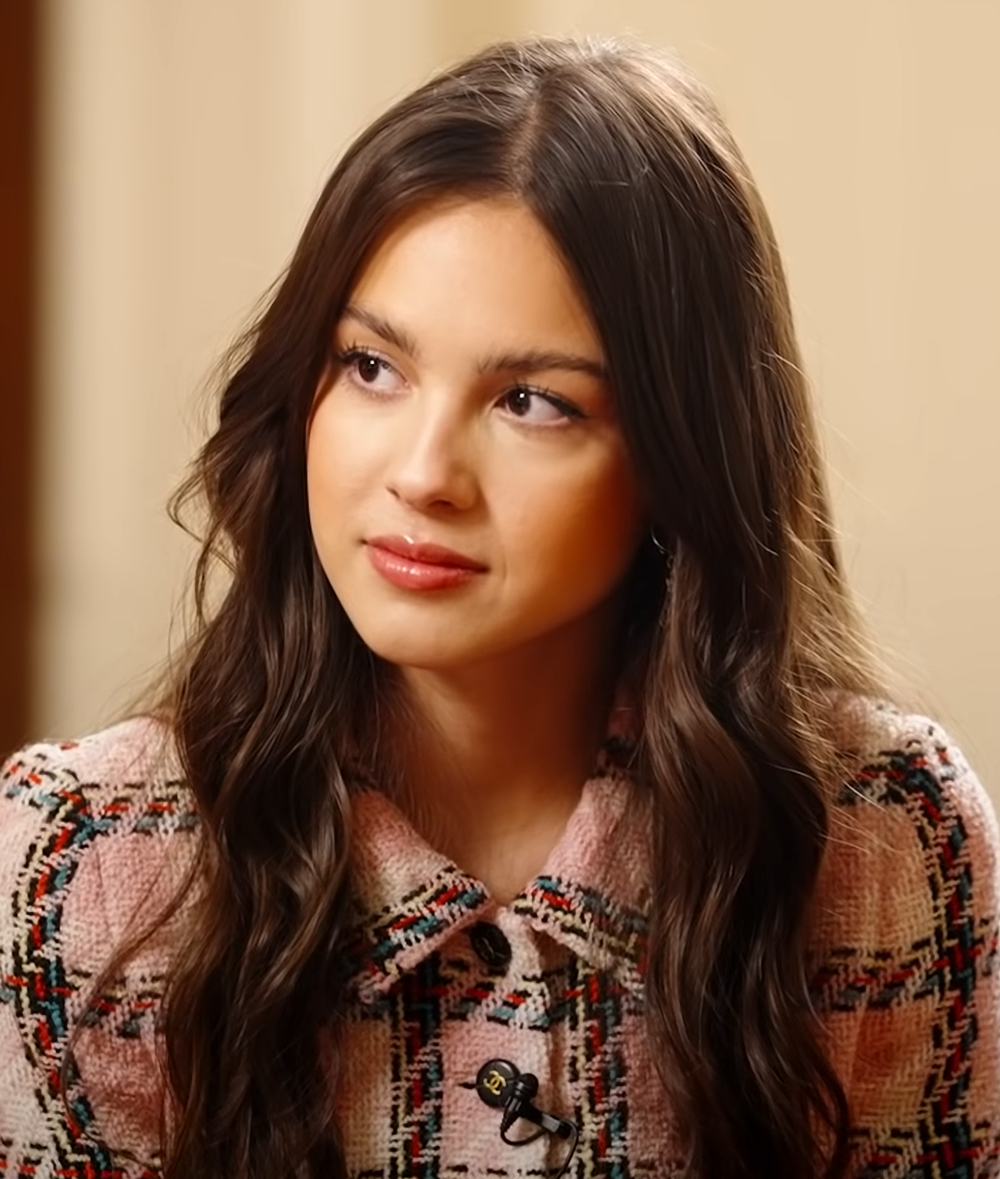
Sour, debiutancki album studyjny Olivii Rodrigo, zadebiutował z najwyższym kobiecym wynikiem sprzadaży (295,000 tys. kopii) w 2021.

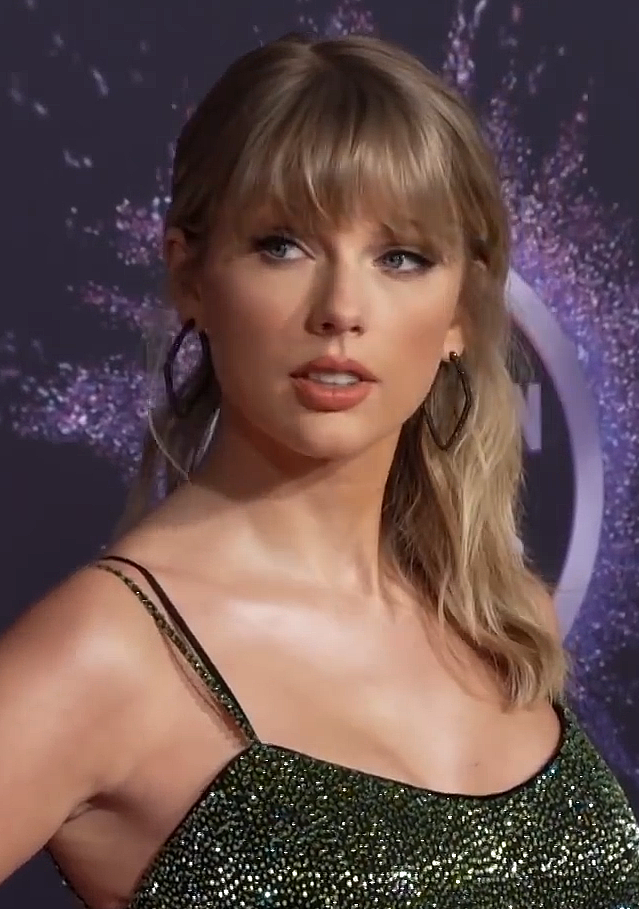
Taylor Swift w 2021 dostała się na pierwsze miejsce z trzema różnymi albumami: Evermore, Fearless (Taylor’s Version), nową wersją Fearless (2008) i Red (Taylor’s Version), nową wersją Red (2012)

Notowanie Billboard 200 przedstawia najlepiej sprzedające się albumy w Stanach Zjednoczonych. Publikowane jest ono przez tygodnik „Billboard”, a dane kompletowane są przez Nielsen SoundScan w oparciu o cotygodniowe wyniki sprzedaży cyfrowej oraz fizycznej albumów.
W 2021 dwadzieścia pięć albumów muzycznych różnych artystów osiągnęły szczyt amerykańskiego notowania Billboard, licząc również album Evermore Taylor Swift, który pierwsze miejsce zdobył już w poprzednim roku.

## Historia notowania
| Data publikacji | Album                       | Artysta                      | Źródło |
| --------------- | --------------------------- | ---------------------------- | ------ |
| 2 stycznia      | Evermore                    | Taylor Swift                 | [ 1 ]  |
| 9 stycznia      | Whole Lotta Red             | Playboi Carti                | [ 2 ]  |
| 16 stycznia     | Evermore                    | Taylor Swift                 | [ 3 ]  |
| 23 stycznia     | Dangerous: The Double Album | Morgan Wallen                | [ 4 ]  |
| 30 stycznia     | Dangerous: The Double Album | Morgan Wallen                | [ 5 ]  |
| 6 lutego        | Dangerous: The Double Album | Morgan Wallen                | [ 6 ]  |
| 13 lutego       | Dangerous: The Double Album | Morgan Wallen                | [ 7 ]  |
| 20 lutego       | Dangerous: The Double Album | Morgan Wallen                | [ 8 ]  |
| 27 lutego       | Dangerous: The Double Album | Morgan Wallen                | [ 9 ]  |
| 6 marca         | Dangerous: The Double Album | Morgan Wallen                | [ 10 ] |
| 13 marca        | Dangerous: The Double Album | Morgan Wallen                | [ 11 ] |
| 20 marca        | Dangerous: The Double Album | Morgan Wallen                | [ 12 ] |
| 27 marca        | Dangerous: The Double Album | Morgan Wallen                | [ 13 ] |
| 3 kwietnia      | Justice                     | Justin Bieber                | [ 14 ] |
| 10 kwietnia     | SoulFly                     | Rod Wave                     | [ 15 ] |
| 17 kwietnia     | Justice                     | Justin Bieber                | [ 16 ] |
| 24 kwietnia     | Fearless (Taylor’s Version) | Taylor Swift                 | [ 17 ] |
| 1 maja          | Slime Language 2            | Young Thug i różni wykonawcy | [ 18 ] |
| 8 maja          | A Gangsta’s Pain            | Moneybagg Yo                 | [ 19 ] |
| 15 maja         | Khaled Khaled               | DJ Khaled                    | [ 20 ] |
| 22 maja         | A Gangsta’s Pain            | Moneybagg Yo                 | [ 21 ] |
| 29 maja         | The Off-Season              | J. Cole                      | [ 22 ] |
| 5 czerwca       | Sour                        | Olivia Rodrigo               | [ 23 ] |
| 12 czerwca      | Evermore                    | Taylor Swift                 | [ 24 ] |
| 19 czerwca      | The Voice of the Heroes     | Lil Baby i Lil Durk          | [ 25 ] |
| 26 czerwca      | Hall of Fame                | Polo G                       | [ 26 ] |
| 3 lipca         | Sour                        | Olivia Rodrigo               | [ 27 ] |
| 10 lipca        | Call Me If You Get Lost     | Tyler, the Creator           | [ 28 ] |
| 17 lipca        | Sour                        | Olivia Rodrigo               | [ 29 ] |
| 24 lipca        | Sour                        | Olivia Rodrigo               | [ 30 ] |
| 31 lipca        | Faith                       | Pop Smoke                    | [ 31 ] |
| 7 sierpnia      | F*ck Love                   | The Kid Laroi                | [ 32 ] |
| 14 sierpnia     | Happier Than Ever           | Billie Eilish                | [ 33 ] |
| 21 sierpnia     | Happier Than Ever           | Billie Eilish                | [ 34 ] |
| 28 sierpnia     | Happier Than Ever           | Billie Eilish                | [ 35 ] |
| 4 września      | Sour                        | Olivia Rodrigo               | [ 36 ] |
| 11 września     | Donda                       | Kanye West                   | [ 37 ] |
| 18 września     | Certified Lover Boy         | Drake                        | [ 38 ] |
| 25 września     | Certified Lover Boy         | Drake                        | [ 39 ] |
| 2 października  | Certified Lover Boy         | Drake                        | [ 40 ] |
| 9 października  | Sincerely, Kentrell         | YoungBoy Never Broke Again   | [ 41 ] |
| 16 października | Fearless (Taylor’s Version) | Taylor Swift                 | [ 42 ] |
| 23 października | Certified Lover Boy         | Drake                        | [ 43 ] |
| 30 października | Punk                        | Young Thug                   | [ 44 ] |
| 6 listopada     | Certified Lover Boy         | Drake                        | [ 45 ] |
| 13 listopada    | =                           | Ed Sheeran                   | [ 46 ] |
| 20 listopada    | Still Over It               | Summer Walker                | [ 47 ] |
| 27 listopada    | Red (Taylor’s Version)      | Taylor Swift                 | [ 48 ] |
| 4 grudnia       | 30                          | Adele                        | [ 49 ] |
| 11 grudnia      | 30                          | Adele                        | [ 50 ] |
| 18 grudnia      | 30                          | Adele                        | [ 51 ] |
| 25 grudnia      | 30                          | Adele                        | [ 52 ] |